# Colonia Michoacana, Sinaloa
Colonia Michoacana är en ort i Mexiko.   Den ligger i kommunen Navolato och delstaten Sinaloa, i den västra delen av landet, 1 000 km nordväst om huvudstaden Mexico City. Colonia Michoacana ligger 11 meter över havet och antalet invånare är 635.
Terrängen runt Colonia Michoacana är mycket platt. Runt Colonia Michoacana är det ganska tätbefolkat, med 155 invånare per kvadratkilometer. Närmaste större samhälle är Licenciado Benito Juárez, 6,7 km öster om Colonia Michoacana. Trakten runt Colonia Michoacana består till största delen av jordbruksmark.